# Franco Grillini
Franco Grillini (ur. 14 marca 1955 w Pianoro) – włoski polityk i dziennikarz, poseł XIV i XV kadencji, działacz na rzecz praw osób homoseksualnych.

## Życiorys
Ukończył w 1979 studia pedagogiczne na Uniwersytecie Bolońskim. Pracował następnie jako dziennikarz. W latach 70. wstąpił do partii proletariackiej, później działał we Włoskiej Partii Komunistycznej.
Jest jawnym gejem i wieloletnim aktywistą społecznym. W 1985 był wśród założycieli stowarzyszenia Arcigay (Associazione lesbica e gay italiana), która wkrótce stała się największą pozarządową organizacją we Włoszech zajmującą się prawami homoseksualistów. Franco Grillini objął w niej początkowo stanowisko sekretarza krajowego, następnie od 1987 pełnił funkcję jej przewodniczącego. W 1998 został honorowym prezesem stowarzyszenia.
W 1987 założył organizację LILA (Lega italiana per la lotta contro l'AIDS), zajmującą się przeciwdziałaniem AIDS. W 1998 otworzył i został wydawcą pierwszej włoskiej gejowskiej agencji prasowej N.O.I. (Notizie Omosessuali Italiane).
Pomiędzy 1990 a 1999 trzykrotnie był wybierany do rady prowincji Bolonia. Po rozwiązaniu PCI przystąpił do Demokratycznej Partii Lewicy, od 1998 działał w powstałych na bazie tego ugrupowania Demokratów Lewicy. W wyborach parlamentarnych w 2001 uzyskał mandat poselski do Izby Deputowanych. Był inicjatorem projektu ustawy regulującej związki partnerskie, który nie trafił jednak pod obrady parlamentu.
W 2006 skutecznie ubiegał się o reelekcję, odnawiając z ramienia koalicji Drzewa Oliwnego mandat na kolejną kadencję. Sprzeciwiając się koncepcji powołania Partii Demokratycznej, w 2007 przeszedł czas do Demokratycznej Lewicy. W 2008 był kandydatem Partii Socjalistycznej na urząd burmistrza Rzymu (uzyskał 0,8% głosów). W tym samym roku znalazł się poza parlamentem.